# Walentkowy Wierch
Walentkowy Wierch, Walentkowa (słow. Valentkova, niem. Valentinsberg, węg. Walentko-csúcs) – szczyt w głównej grani Tatr o wysokości 2156 m. Położony jest na południe od Świnicy (rozdziela je Walentkowa Przełęcz 2100 m) i na północny zachód od Gładkiego Wierchu (rozdziela je Gładka Przełęcz 1994 m). Szczyt łączy ze Świnicą urozmaicona, wąska Walentkowa Grań z wieloma czubami i przełączkami. Bezpośrednio po północnej stronie Walentkowego Wierchu znajduje się Wyżnia Walentkowa Szczerbina (Vyšná Valentkova štrbina, 2124 m). Północno-zachodnie stoki Walentkowego Wierchu opadają do Doliny Walentkowej, południowo-wschodnie do Dolinki pod Kołem i znajdującego się w niej Zadniego Stawu.
Od Walentkowego Wierchu w kierunku zachodnim odchodzi krótka, boczna grań, oddzielająca Dolinę Wierchcichą od Doliny Walentkowej. Znajduje się w niej Walentkowa Kopa (1875 m).

## Historia
Trawiaste południowe stoki Walentkowego Wierchu były dawniej wypasane przez pasterzy liptowskich, czasami jednak zachodzili tutaj z owcami przez Gładką Przełęcz polscy pasterze z Doliny Pięciu Stawów Polskich. Upłaz, na którym wypasali owce nazywali Walentkową, i taka nazwa była podawana w literaturze i na mapach po 1858 roku. Pochodziła ona od liptowskiego pasterza o imieniu Walenty, który na upłazie tym wypasał woły. W gwarze polskich górali zdrobnienie tego imienia to Walek, w gwarze górali liptowskich Valent lub Valentko. Przez kartografów i przewodników nazwa upłazu przeniesiona została na nazwę szczytu, co było częstą w Tatrach praktyką. Później w Polsce nazwę Walentkowa zmieniono na Walentkowy Wierch. Słowacy nadal używają nazwy Valentkova.
Kartografowie austriaccy dla szczytu tego na mapach podawali nazwę Nad kamenim, Nad Kameniem i Nad Kamenem. Bronisław Gustawicz tłumaczył ją jako Nad Kamieniem. Była to jednak błędna interpretacja, w rzeczywistości bowiem pochodziła ona od znajdującego się u zachodnich podnóży szczytu kotła lodowcowego Kamienne. Taką nazwę tego kotła podawali juhasi z Hali Gąsienicowej, którzy czasami zapędzali tu na wypas swoje owce poprzez przełęcz Liliowe. Nazwy kartografów austriackich jednak nie przyjęły się.
Szczyt najprawdopodobniej był wielokrotnie odwiedzany przez pasterzy. Pierwsze informacje o wejściach turystycznych pochodzą z okresu późniejszego. Pierwsze odnotowane wejście turystyczne:
- latem – Teodor Eichenwald, Ferdynand Rabowski, Jan Bachleda Tajber, Wojciech Tylka Suleja, 5 sierpnia 1902 r.
- zimą – S. Bujwid, Kazimierz Piotrowski, H. Trzebnicki, 1 stycznia 1914 r.[4]

Widok z Walentkowego Wierchu jest rozleglejszy niż z pobliskiego Gładkiego Wierchu.

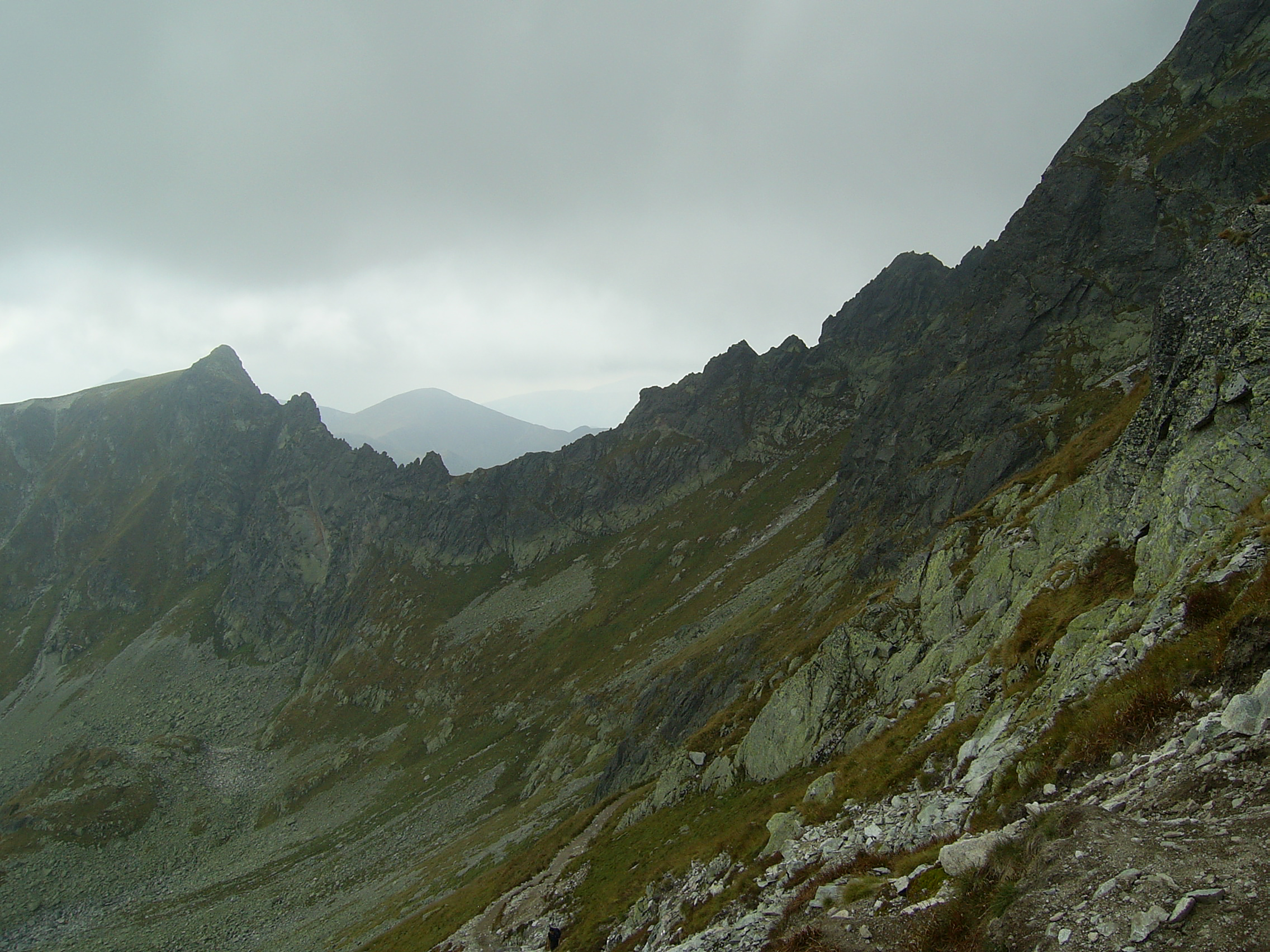
Walentkowa Grań – Walentkowy Wierch po lewej stronie
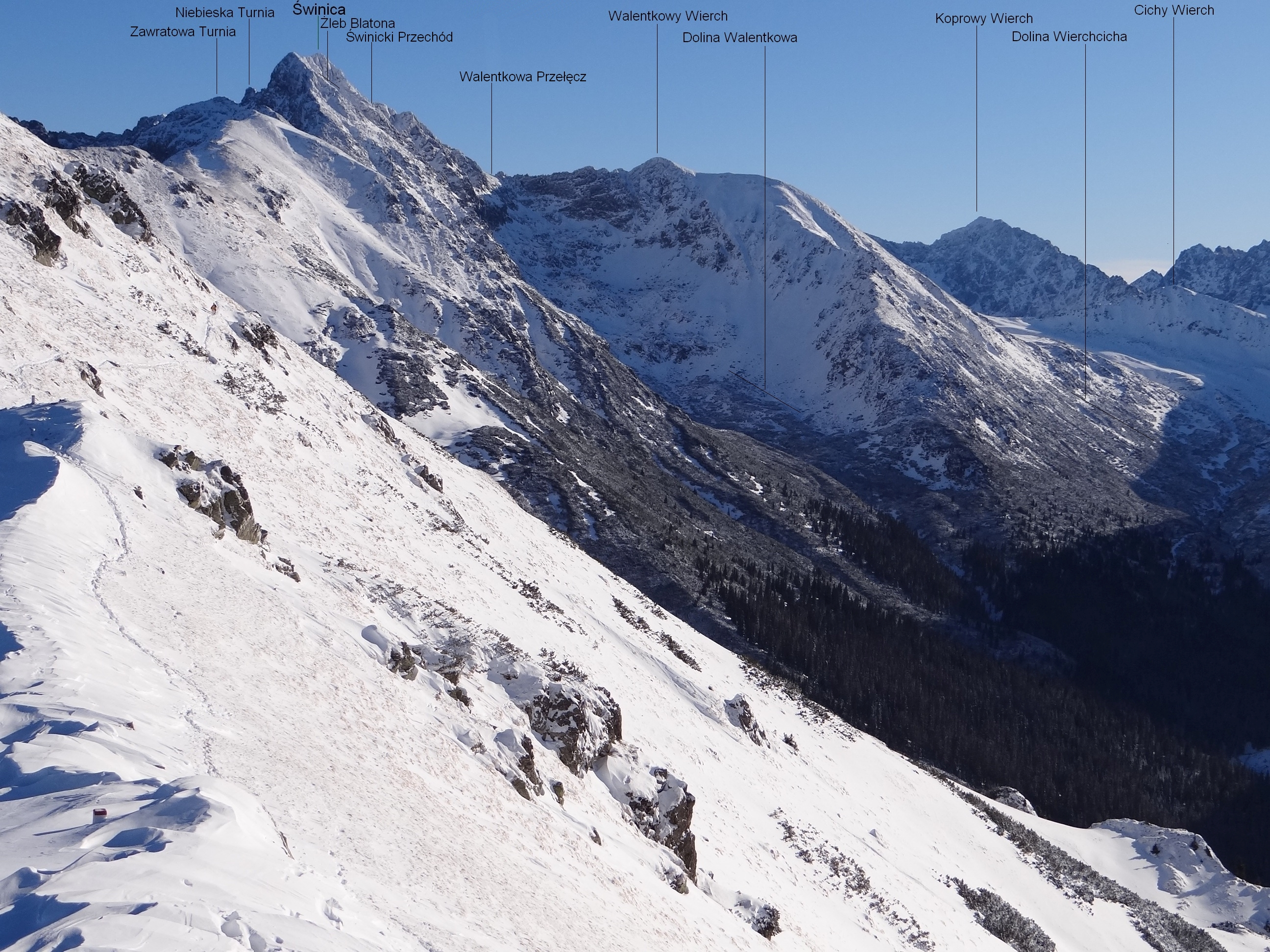
Widok od zachodu
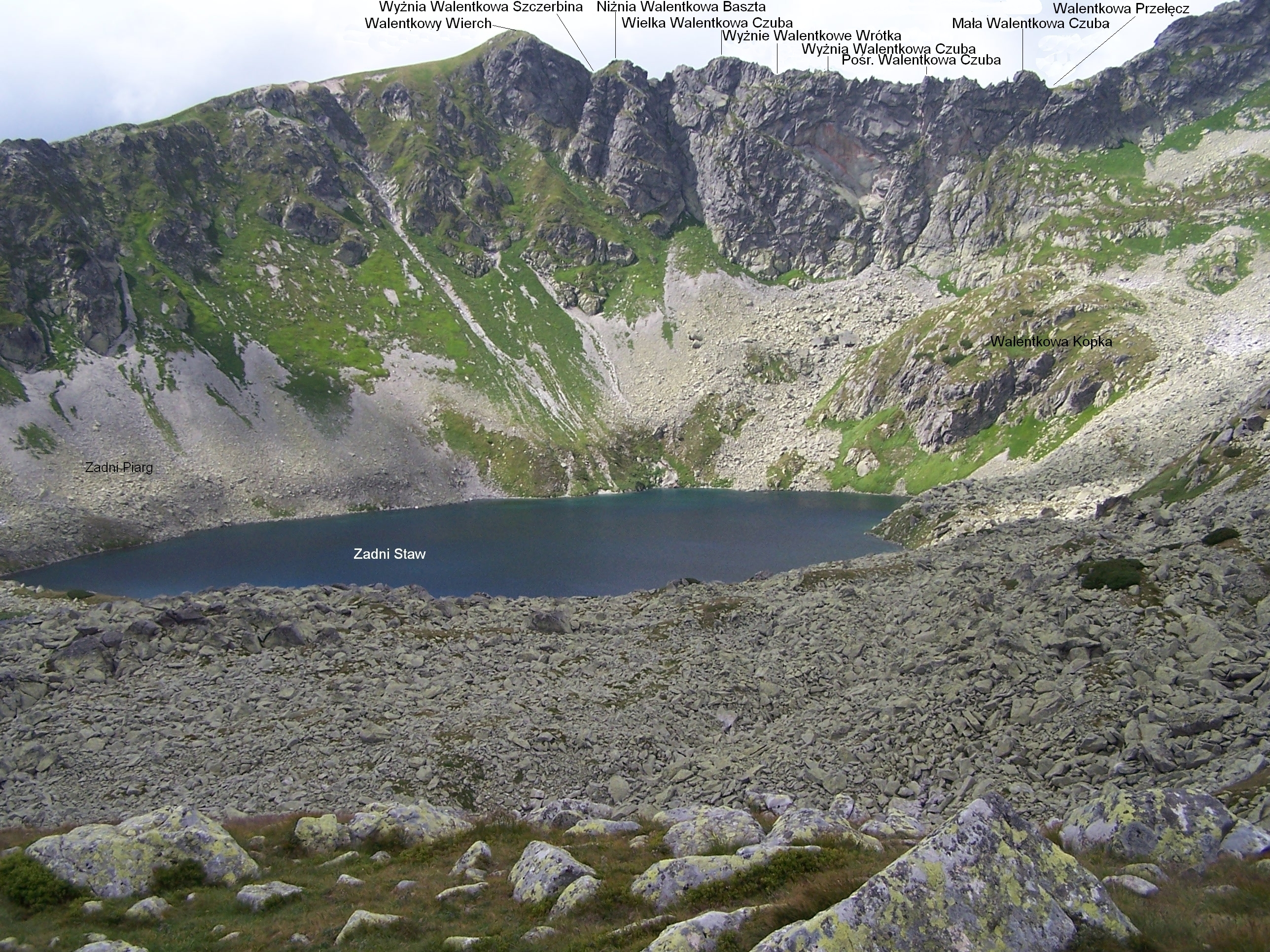
Widok z Doliny Pięciu Stawów Polskich